# Зайцев, Виктор Дмитриевич
Ви́ктор Дми́триевич За́йцев (Виктор «Патрон» Зайцев) (6 июля 1951, Усть-Омчуг, Магаданская область, СССР — 22 августа 2019, Бургас, Болгария) — советский и российский продюсер, режиссёр, фотограф, кино-видео-оператор, архивист. Один из первых организаторов негосударственного шоу-бизнеса в СССР в 1980-х годах. Один из основных организаторов Свердловского рок-клуба в 1986, а также создатель и владелец обширного архива материалов по деятельности музыкантов и групп, определивших в 1970-е и 1980-е понятие «свердловский рок». Основатель и руководитель в Свердловске в 1980-е годы независимой студии звукозаписи «Студия НП» (Студия Новых Проектов) и независимого музыкально-издательского лейбла NP-Records.

## Биография
Родился 6 июля 1951 в пос. Усть-Омчуг (Магаданская область, СССР), входившем в Теньлаг (одно из подразделений ГУЛАГа на Дальнем Востоке), где мама Виктора — Зайцева Мария Павловна — отбывала «10 лет лагерей» за опоздание на работу в 1944 году.

…На работу опоздала по причине внезапной болезни младшей сестры. Жили без родителей, она — старшая. Врач долго добирался… И села за это… Блин! Я всю эту историю узнал на поминках. Мне её сестры (тётки мои) это всё рассказали — она им запрещала при своей жизни мне об этом вещать… Вот откуда у меня и место рождения странное.— В. Зайцев. Из интервью, 2013
В 1954 после освобождения мамы Виктора из заключения (по амнистии в 1953 году после смерти Сталина) Зайцевы переехали в Свердловск.
В 1969—1971 — служба в Советской армии.
В 1971—1974 — работа лаборантом в различных НИИ. Играл как музыкант в различных самодеятельных вокально-инструментальных ансамблях (ВИА) (гитара, вокал). В эти же годы Виктор обучался в школе рабочей молодежи (ШРМ) (закончил в 1974).
Дальнейшая жизнь и деятельность связаны уже только с музыкой.

Слушал ВСЁ (!!!) на бобинах и кассетах, из рупора радио на стенке и «транзисторов», затем настало время БИТЛОМАНИИ (О! Это было ВСЁ!!!). Первый диск, первый диски, первая коллекция дисков… стал авторитетом среди дискоманов в родном Свердловске…— Виктор Зайцев. Из интервью
В 1974—1980 — заведующий кабинетом звукозаписи Свердловского музыкального училища им. П. И. Чайковского.

По обвинению в спекуляции дисками … суд впаял скромный «год условно»… Спасибо работе — наш милейший директор на общем собрании коллектива заставил всех признать мои достоинства по доставанию музыкальных раритетов… А год был 1976-й… отмазали на условное… Век буду помнить Владимира Ивановича Турченко!— Виктор Зайцев. Из интервью
В конце 1970-х — организатор первых «дискотек» (не как «танцулек под пластинки» [как термин утвердился позже], а как «лектория»: с прослушиванием альбомов известных исполнителей в большом зале — например, в актовом зале Уральского политехнического института, — с предваряющим прослушивание компетентным комментарием, дающим публике представление о музыканте или группе, а также об альбоме; с использованием мощной высококачественной звуковоспроизводящей аппаратуры, показа слайдов или видео на большом киноэкране, использования различных «сценических» эффектов [прожектора, стробоскопы, дым и т. п.]). Эти «дискотеки», пользовавшиеся огромной популярностью, многих (в том числе и впоследствии известных связанных с музыкой) людей в Свердловске впервые познакомили с тем, как должны звучать The Beatles, Pink Floyd, Джими Хендрикс или рок-опера «Jesus Christ Superstar» по-настоящему («как это задумывалось»), а не через доступные тогда маломощные бытовые магнитофоны или проигрыватели. Первая дискотека в Свердловске была проведена в марте 1975 в Свердловском художественном училище.
В 1974—1980 — учился в Уральском государственном университете (вечернее отделение; специальность «искусствоведение»), закончил в 1980.
В 1980—1985 — сотрудник Научно-методического центра Свердловского областного управления культуры (теперь Министерство культуры Правительства Свердловской области), начальник отдела.

Зайцев был руководителем отдела, а сотрудником был некий юноша Илюша Кормильцев. Кстати, Илья знал много языков (вроде бы восемь) и постоянно читал оригиналы. Иногда я с Зайцевым спорил на обед (я тоже был сотрудником Центра), на каком языке читает книжку сегодня с утра Кормильцев — как всегда, опаздывая и запинаясь (ногами), потому как книжка интересная. Иногда мы оба проигрывали, потому как Илья читал на совсем другом языке, который мы оба не предполагали.— Андрей Баулин. Из интервью, 2013
Во время работы в Управлении культуры Виктор был руководителем школы ведущих дискотек и в 1985, будучи руководителем дискоклуба «Контакт», ездил в составе делегации Свердловской области в Москву на Всемирный фестиваль молодежи и студентов, где работали в Центре российской делегации и по итогам Фестиваля были награждены ЦК ВЛКСМ различными дипломами и медалями.
В 1985 — один из основателей первого концертного кооператива «Контакт» (организация выступлений различных музыкантов и групп в Свердловске, Свердловской области, Перми, Челябинску, Тюмени, Оренбургу); кооператив закрылся в 1987.
В 1985—1986 — принимал активное участие в создании Свердловского рок-клуба.
В 1987—1989 — один из основателей и художественный руководитель творческого кооператива «Наутилус Помпилиус» (закрылся в 1989).

…Директором кооператива был папа Вити «Пифы» Комарова, Комаров-старший. Слава Бутусов числился музыкальным руководителем группы «Наутилус Помпилиус» (в составе кооператива… пипец!), следующим директором был Сергей Вторушин, а затем, после исхода Славы (с Белкиным и Настей Полевой) в сторону Питера пришлось мне уже, будучи оставшимся руководящим кадром, закрывать это богоугодное заведение и совместно с «осколками» — Алавацким, Хоменко и Елизаровым (бессменным звукорежиссёром студии) — реорганизовывать в «Студию НП» («Новые проекты»)— В. Зайцев. Из интервью, 2013
В 1989—2002 — один из основателей и руководитель частной независимой студии звукозаписи и музыкального лейбла «Студия Новых Проектов» («Студия НП»), с которым работали многие музыканты и группы различных стилей и направлений (В. Зайцев: «…работа с рокерами, бардами, попсой, шансоном Урала»). Выпуск первых компакт-кассет и CD-дисков как «уральских рокеров», так и других исполнителей. Также создание первой частной видео-студии «НП-Видео», видеосъемка музыкальных клипов.
В 1990-х и начале 2000-х неоднократно входил в состав жюри проходивших в Екатеринбурге рок-фестивалей «Уралрок», «Начало» и «Весна УПИ» совместно с другими заметными деятелями уральского шоу-бизнеса.
1993 год — основатель и владелец музыкального рекорд-лейбл-издательства «NP-Records» (издано более 200 дисков всех жанров и направлений — как аудио-CD, так и видео-DVD). Формат студии звукозаписи при лейбле — «Home».
В 2003 году переехал в Москву. В 2003—2011 — работает в производственной телекомпании «Регионы России» музыкальным продюсером, снимает музыкальные программы; основной формат — живые концерты (фестивали и музыкальные клубы; все жанры музыки). В 2011 — выход на пенсию.
В начале 2012 — переехал в город Бургас (Болгария).

Сижу на архивах и, напрягая память, пишу некие воспоминания: первые дискотеки, первые рок-концерты и прочее…— В. Зайцев. Из интервью, 2013
Умер 22 августа 2019 года в городе Бургас (Болгария).